# Trakom
Trakom (från grekiskans: τράχωμα, ‘grovhet’ eller ‘strävhet’) även kallad granulär konjunktivit,  är en infektionssjukdom som orsakas av bakterien Chlamydia trachomatis. Infektionen orsakar en strävhet på insidan av ögonlocken. Denna förgrovning kan orsaka smärta i ögonen, bryta ner den yttre ytan av cornea, och kan leda till blindhet.
Bakterien som ligger bakom sjukdomen kan spridas både direkt och indirekt kontakt med ögon eller näsa av en smittad individ. Indirekt kontakt innefattar via kläder eller via flugor som varit i kontakt med den smittades ögon eller näsa. Många infektioner över en period av flera år krävs vanligen innan ärren på ögonlocket blir så grova att ögonfransarna börjar gnidas mot ögat. Barn sprider oftare sjukdomen än vuxna. Dålig hygien, trånga levnadsbetingelser, och otillräcklig tillgång till rent vatten och toaletter kan öka spridningen.
Åtgärder för att förhindra sjukdomen är bland annat att förbättra tillgängligheten till rent vatten och genom att minska antalet drabbade genom behandling med antibiotika. Detta kan innefatta att behandla hela grupper på en gång om sjukdomen är vanlig. Tvättning är på egen hand inte tillräckligt för att förhindra sjukdomen, men kan tillsammans med andra åtgärder vara av nytta. Behandlingsvarianter är bland annat oral-azitromycin eller lokala tetracykliner. Azitromycin är att föredra då det kan ges i form av engångsdosering. Efter att ärrvävnad på ögonlock bildats kan kirurgi för att rätta till ögonfransarna krävas för att förhindra blindhet.
Globalt sett är kring 80 miljoner människor infekterade aktivt. I vissa områden kan infektion förekomma i så många som 60–90 % av barn, och sjukdomen drabbar i större utsträckning kvinnor än män eftersom de oftare är i nära kontakt med barn. Sjukdomen är orsaken till nedsatt syn bland 2,2 miljoner människor, varav 1,2 miljoner är helt blinda till följd av sjukdomen. Vanligen förekommer sjukdomen i 53 länder i Afrika, Asien, Central- och Sydamerika med cirka 230 miljoner människor som befinner sig i riskområden, där sjukdomen är endemisk. Sjukdomen orsakar en ekonomisk förlust på 8 miljarder USD årligen. Den tillhör en grupp sjukdomar som är kända som försummade tropiska sjukdomar (neglected tropical diseases, NTD).